# Liste des National Historic Landmarks de New York
Les National Historic Landmarks de New York sont les sites historiques d'intérêt national (National Historic Landmarks ou 'NHL) de la ville de New York aux États-Unis.

## NHL actuels
|     | Nom                                                                 | Image                 | Date              | Localité,                                           | Description                                               |
| --- | ------------------------------------------------------------------- | --------------------- | ----------------- | --------------------------------------------------- | --------------------------------------------------------- |
| 1   | 69th Regiment Armory                                                |                       | 19 juin 1996      | Manhattan 40° 44′ 30″ N, 73° 59′ 01″ O              |                                                           |
| 2   | Admiral David Glasgow Farragut Gravesite                            |                       | 17 octobre 2012   | The Bronx                                           |                                                           |
| 3   | African Burial Ground                                               |                       | 19 avril 1993     | Manhattan 40° 42′ 52″ N, 74° 00′ 16″ O              |                                                           |
| 4   | Ambrose (Bateau-phare)                                              |                       | 11 avril 1989     | Manhattan 40° 42′ 17″ N, 74° 00′ 09″ O              |                                                           |
| 5   | American Stock Exchange                                             |                       | 6 juin 1978       | Manhattan 40° 42′ 32″ N, 74° 00′ 45″ O              |                                                           |
| 6   | Chester A. Arthur House                                             |                       | 12 décembre 1965  | Manhattan 40° 44′ 34″ N, 73° 58′ 56″ O              |                                                           |
| 7   | Louis Armstrong House                                               |                       | 11 mai 1976       | Corona 40° 45′ 16″ N, 73° 51′ 42″ O                 |                                                           |
| 8   | Alice Austen House                                                  |                       | 19 avril 1993     | Rosebank 40° 36′ 54″ N, 74° 03′ 47″ O               |                                                           |
| 9   | Bartow-Pell Mansion                                                 |                       | 8 décembre 1976   | Pelham Bay Park 40° 52′ 18″ N, 73° 48′ 20″ O        |                                                           |
| 10  | Bayard-Condict Building                                             |                       | 8 décembre 1976   | Manhattan 40° 43′ 35″ N, 73° 59′ 44″ O              |                                                           |
| 11  | Bell Laboratories Building                                          |                       | 15 mai 1975       | Manhattan 40° 44′ 13″ N, 74° 00′ 36″ O              |                                                           |
| 12  | Bronx Community College                                             |                       | 17 octobre 2012   | The Bronx                                           |                                                           |
| 13  | Brooklyn Bridge                                                     |                       | 29 janvier 1964   | Brooklyn and Manhattan 40° 42′ 23″ N, 73° 59′ 51″ O |                                                           |
| 14  | Brooklyn Heights Historic District                                  |                       | 12 janvier 1965   | Brooklyn                                            |                                                           |
| 15  | Brooklyn Historical Society Building                                |                       | 17 juillet 1991   | Brooklyn 40° 41′ 41″ N, 73° 59′ 34″ O               |                                                           |
| 16  | Ralph Johnson Bunche House                                          |                       | 11 mai 1976       | Kew Gardens 40° 42′ 23″ N, 73° 50′ 13″ O            |                                                           |
| 17  | Carnegie Hall                                                       |                       | 29 décembre 1962  | Manhattan 40° 45′ 54″ N, 73° 58′ 49″ O              |                                                           |
| 18  | Andrew Carnegie Mansion                                             |                       | 13 novembre 1966  | Manhattan 40° 47′ 04″ N, 73° 57′ 28″ O              |                                                           |
| 19  | Central Park                                                        |                       | 23 mai 1963       | Manhattan 40° 46′ 55″ N, 73° 57′ 58″ O              |                                                           |
| 20  | Central Synagogue                                                   |                       | 15 mai 1975       | Manhattan 40° 45′ 35″ N, 73° 58′ 14″ O              |                                                           |
| 21  | Chamber of Commerce Building                                        |                       | 22 décembre 1977  | Manhattan 40° 42′ 34″ N, 74° 00′ 36″ O              |                                                           |
| 22  | Chrysler Building                                                   |                       | 8 décembre 1976   | Manhattan 40° 45′ 06″ N, 73° 58′ 31″ O              |                                                           |
| 23  | Church of the Ascension                                             |                       | 23 décembre 1987  | Manhattan 40° 44′ 01″ N, 73° 59′ 44″ O              |                                                           |
| 24  | City Hall                                                           |                       | 19 décembre 1960  | Manhattan40° 42′ 46″ N, 74° 00′ 21″ O               |                                                           |
| 25  | Conference House                                                    |                       | 23 mai 1966       | Tottenville 40° 30′ 11″ N, 74° 15′ 11″ O            |                                                           |
| 26  | Will Marion Cook House                                              |                       | 11 mai 1976       | Manhattan 40° 49′ 05″ N, 73° 56′ 35″ O              |                                                           |
| 27  | Cooper Union                                                        |                       | 4 juillet 1961    | Manhattan 40° 43′ 46″ N, 73° 59′ 26″ O              |                                                           |
| 28  | Daily News Building                                                 |                       | 29 juin 1989      | Manhattan 40° 44′ 58″ N, 73° 58′ 25″ O              |                                                           |
| 29  | Dakota Apartments                                                   |                       | 8 décembre 1976   | Manhattan 40° 46′ 36″ N, 73° 58′ 35″ O              |                                                           |
| 30  | Dyckman House                                                       |                       | 24 décembre 1967  | Manhattan 40° 52′ 03″ N, 73° 55′ 24″ O              |                                                           |
| 31  | Eldridge Street Synagogue                                           |                       | 19 juin 1996      | Manhattan 40° 42′ 54″ N, 73° 59′ 38″ O              |                                                           |
| 32  | Duke Ellington House                                                |                       | 11 mai 1976       | Manhattan 40° 49′ 56″ N, 73° 56′ 27″ O              |                                                           |
| 33  | Empire State Building                                               |                       | 24 juin 1986      | Manhattan 40° 44′ 54″ N, 73° 59′ 08″ O              |                                                           |
| 34  | Equitable Building                                                  |                       | 2 juin 1978       | Manhattan 40° 42′ 35″ N, 74° 00′ 40″ O              |                                                           |
| 35  | Fire Fighter                                                        |                       | 30 juin 1989      | Staten Island                                       |                                                           |
| 36  | Hamilton Fish House                                                 |                       | 15 mai 1975       | Manhattan 40° 43′ 48″ N, 73° 59′ 19″ O              |                                                           |
| 37  | Flatiron Building                                                   |                       | 29 juin 1989      | Manhattan 40° 44′ 28″ N, 73° 59′ 23″ O              |                                                           |
| 38  | Founder's Hall, The Rockefeller University                          |                       | 30 mai 1974       | Manhattan 40° 45′ 45″ N, 73° 57′ 18″ O              |                                                           |
| 39  | Governors Island Governors Island National Monument                 | Castle Williams       | 4 février 1985    | Manhattan                                           |                                                           |
| 40  | Grace Church                                                        |                       | 22 décembre 1977  | Manhattan                                           |                                                           |
| 41  | Grand Central Terminal                                              |                       | 8 décembre 1976   | Manhattan                                           |                                                           |
| 42  | Cimetière de Green-Wood                                             |                       | 20 septembre 2006 | Brooklyn 40° 39′ 08″ N, 73° 59′ 28″ O               |                                                           |
| 43  | Hamilton Grange National Memorial                                   |                       | 19 décembre 1960  | Manhattan                                           |                                                           |
| 44  | Henry Street Settlement and Neighborhood Playhouse                  |                       | 30 mai 1974       | Manhattan                                           |                                                           |
| 45  | Matthew Henson Residence                                            |                       | 15 mai 1975       | Manhattan                                           |                                                           |
| 46  | Hispanic Society of America Complex                                 |                       | 17 octobre 2012   | Manhattan                                           |                                                           |
| 47  | Holland Tunnel                                                      |                       | 4 novembre 1993   | Manhattan                                           |                                                           |
| 48  | USS Intrepid                                                        |                       | 14 janvier 1986   | Manhattan                                           |                                                           |
| 49  | James Weldon Johnson Residence                                      |                       | 11 mai 1976       | Manhattan                                           |                                                           |
| 50  | King Manor                                                          |                       | 2 décembre 1974   | Jamaica 40° 42′ 11″ N, 73° 48′ 14″ O                |                                                           |
| 51  | Lettie G. Howard (schooner)                                         |                       | 11 avril 1989     | Manhattan                                           |                                                           |
| 52  | Lorillard Snuff Mill                                                |                       | 22 décembre 1977  | Jardin botanique de New York                        |                                                           |
| 53  | Low Memorial Library                                                |                       | 23 décembre 1987  | Université Columbia                                 |                                                           |
| 54  | R. H. Macy and Company Store (Macy's)                               |                       | 2 juin 1978       | Manhattan                                           |                                                           |
| 55  | Claude McKay Residence                                              |                       | 8 décembre 1976   | Manhattan                                           |                                                           |
| 56  | McGraw-Hill Building                                                |                       | 29 juin 1989      | Manhattan                                           |                                                           |
| 57  | Metropolitan Life Insurance Company Tower                           |                       | 6 février 1978    | Manhattan                                           |                                                           |
| 58  | Metropolitan Museum of Art                                          |                       | 24 juin 1986      | Manhattan                                           |                                                           |
| 59  | Pierpont Morgan Library                                             |                       | 13 novembre 1966  | Manhattan                                           |                                                           |
| 60  | Morris-Jumel Mansion                                                |                       | 20 janvier 1961   | Manhattan                                           |                                                           |
| 61  | National City Bank Building                                         |                       | 2 juin 1978       | Manhattan                                           |                                                           |
| 62  | New York Amsterdam News Building                                    |                       | 11 mai 1976       | Manhattan                                           |                                                           |
| 63  | Jardin botanique de New York                                        |                       | 28 mai 1967       | The Bronx                                           |                                                           |
| 64  | New York Cotton Exchange                                            |                       | 22 décembre 1977  | Manhattan                                           |                                                           |
| 65  | New York Life Building                                              |                       | 2 juin 1978       | Manhattan                                           |                                                           |
| 66  | New York Public Library                                             |                       | 21 décembre 1965  | Manhattan                                           |                                                           |
| 67  | New York Stock Exchange                                             |                       | 2 juin 1978       | Manhattan                                           |                                                           |
| 68  | New York Studio School of Drawing, Painting and Sculpture           |                       | 27 avril 1992     | Manhattan                                           |                                                           |
| 69  | New York Yacht Club                                                 |                       | 28 mai 1987       | Manhattan                                           |                                                           |
| 70  | Old Merchant's House Seabury Tredwell House Merchant's House Museum |                       | 23 juin 1965      | Manhattan                                           |                                                           |
| 71  | Old Quaker Meeting House                                            |                       | 24 décembre 1967  | Flushing 40° 45′ 47″ N, 73° 49′ 49″ O               |                                                           |
| 72  | Philosophy Hall                                                     |                       | 21 juillet 2003   | Université Columbia                                 |                                                           |
| 73  | Players Club                                                        |                       | 19 décembre 1962  | Manhattan                                           |                                                           |
| 74  | Plaza Hotel                                                         |                       | 24 juin 1986      | Manhattan                                           |                                                           |
| 75  | Plymouth Church of the Pilgrims                                     |                       | 4 juillet 1961    | Brooklyn 40° 41′ 57″ N, 73° 59′ 37″ O               |                                                           |
| 76  | Pupin Physics Laboratory                                            |                       | 21 décembre 1965  | Université Columbia                                 |                                                           |
| 77  | Quarters A, Brooklyn Navy Yard                                      |                       | 30 mai 1974       | Brooklyn 40° 42′ 09″ N, 73° 58′ 52″ O               |                                                           |
| 78  | Paul Robeson Home                                                   |                       | 8 décembre 1976   | Manhattan                                           |                                                           |
| 79  | Jackie Robinson House                                               |                       | 11 mai 1976       | Brooklyn 40° 38′ 54″ N, 73° 54′ 54″ O               |                                                           |
| 80  | Rockefeller Center                                                  | Radio City Music Hall | 23 décembre 1987  | Manhattan                                           |                                                           |
| 81  | Sailors' Snug Harbor                                                |                       | 8 décembre 1976   | Staten Island                                       |                                                           |
| 82  | St. Ann and the Holy Trinity Church                                 |                       | 23 décembre 1987  | Brooklyn 40° 41′ 40″ N, 73° 59′ 35″ O               |                                                           |
| 83  | Église épiscopale de Saint-Georges                                  |                       | 8 décembre 1976   | Manhattan                                           |                                                           |
| 84  | Cathédrale Saint-Patrick de New York                                |                       | 8 décembre 1976   | Manhattan                                           |                                                           |
| 85  | Chapelle Saint-Paul                                                 |                       | 9 octobre 1960    | Manhattan                                           |                                                           |
| 86  | Margaret Sanger Clinic                                              |                       | 14 septembre 1993 | Manhattan                                           |                                                           |
| 87  | Gen. Winfield Scott House                                           |                       | 7 novembre 1973   | Manhattan                                           |                                                           |
| 88  | Seventh Regiment Armory                                             |                       | 24 février 1986   | Manhattan                                           |                                                           |
| 89  | Harry F. Sinclair House                                             |                       | 2 juin 1978       | Manhattan                                           |                                                           |
| 90  | Alfred E. Smith House                                               |                       | 28 novembre 1972  | Manhattan 40° 42′ 48″ N, 73° 59′ 53″ O              |                                                           |
| 91  | SoHo-Cast Iron Historic District                                    |                       | 2 juin 1978       | Manhattan                                           |                                                           |
| 92  | A. T. Stewart Company Store                                         |                       | 2 juin 1978       | Manhattan                                           |                                                           |
| 93  | Stonewall                                                           |                       | 16 février 2000   | Manhattan                                           |                                                           |
| 94  | Surrogate's Court                                                   |                       | 22 décembre 1977  | Manhattan                                           |                                                           |
| 95  | Tenement Building at 97 Orchard Street                              |                       | 19 avril 1994     | Manhattan                                           | Musée consacré aux immigrants, situé au 97 Orchard Street |
| 96  | Third Judicial District Courthouse                                  |                       | 22 décembre 1977  | Manhattan                                           |                                                           |
| 97  | Tiffany and Company Building                                        |                       | 2 juin 1978       | Manhattan                                           |                                                           |
| 98  | Samuel J. Tilden House                                              |                       | 11 mai 1976       | Manhattan                                           |                                                           |
| 99  | The Town Hall                                                       |                       | 2 mars 2012       | Manhattan 40° 45′ 22″ N, 73° 59′ 05″ O              |                                                           |
| 100 | Triangle Shirtwaist Factory                                         |                       | 17 juillet 1971   | Manhattan 40° 43′ 48″ N, 73° 59′ 45″ O              |                                                           |
| 101 | Trinity Church                                                      |                       | 8 décembre 1976   | Manhattan                                           |                                                           |
| 102 | Tweed Courthouse                                                    |                       | 11 mai 1976       | Manhattan                                           |                                                           |
| 103 | Union Square                                                        |                       | 9 décembre 1997   | Manhattan                                           |                                                           |
| 104 | United Charities Building                                           |                       | 17 juillet 1991   | Manhattan                                           |                                                           |
| 105 | U.S. Customhouse                                                    |                       | 8 décembre 1976   | Manhattan                                           |                                                           |
| 106 | Van Cortlandt House                                                 |                       | 24 décembre 1976  | Van Cortlandt Park                                  |                                                           |
| 107 | Voorlezer's House                                                   |                       | 5 novembre 1961   | Richmondtown                                        |                                                           |
| 108 | Ward's Point                                                        |                       | 19 avril 1993     | Tottenville                                         |                                                           |
| 109 | Cimetière de Woodlawn                                               |                       | 23 juin 2011      | Bronx                                               |                                                           |
| 110 | Woolworth Building                                                  |                       | 13 novembre 1966  | Manhattan                                           |                                                           |
| 111 | Wyckoff-Bennett Homestead                                           |                       | 24 décembre 1976  | Brooklyn 40° 36′ 39″ N, 73° 57′ 05″ O               |                                                           |
| 112 | Wyckoff House                                                       |                       | 24 décembre 1967  | Brooklyn 40° 38′ 40″ N, 73° 55′ 15″ O               |                                                           |